# 銀腹背甲鯰
銀腹背甲鯰，為輻鰭魚綱鯰形目甲鯰科的其中一種，為熱帶淡水魚，分布於南美洲巴西Jacuí河流域，體長可達6.6公分，棲息在底層水域，生活習性不明。

## 扩展阅读
維基物種上的相關：銀腹背甲鯰